# قطعنامه ۴۱۶ شورای امنیت
قطعنامه ۴۱۶ شورای امنیت سازمان ملل متحد که در تاریخ ۲۱ اکتبر ۱۹۷۷ تصویب شد، سندی بین‌المللی دربارهٔ مصر-اسرائیل است. این قطعنامه طی نشست ۲٬۰۳۵ام با ۱۳ موافق، ۰ مخالف و ۰ ممتنع تصویب شد.